# جون برادفورد فيشر
جون برادفورد فيشر (بالإنجليزية: John Bradford Fisher)‏ هو جراح أمريكي، ولد في 1953.

## وصلات خارجية
- الموقع الرسمي